# Jeremy Howe (cầu thủ bóng đá người Anh)
Jeremy Raymond Howe (sinh ngày 5 tháng 9 năm 1973) là một cựu cầu thủ bóng đá chuyên nghiệp người Anh thi đấu ở vị trí tiền vệ.

## Sự nghiệp
Sinh ra ở Dewsbury, Howe thi đấu cho Bradford City, có 3 lần ra sân ở Football League.